# قورتیکلا
قورتیکلا، روستایی است از توابع بخش مرکزی شهرستان ساری در استان مازندران ایران.که در کنار روستای سمسکنده واقع شده‌است

## جمعیت
این روستا در دهستان میان‌دورود کوچک قرار داشته و براساس آخرین سرشماری مرکز آمار ایران که در سال ۱۳۸۵ صورت گرفته، جمعیت آن ۷۳۶نفر (۲۰۸خانوار) بوده‌است.
قرتیکلا(قورتیکلا)،
روستای قرتیکلا از کهن‌ترین روستاهای مازندران به شمار می آید که مربوط به هزاره اول قبل از میلاد می‌باشد  .این روستا به دست یک پادشاه محلی در آن زمان به نام خواجه لرد بنا شده‌است .
روستای قرتیکلا بر طبق آخرین نقشه تقسیمات کشوری جزء دهستان میاندورود کوچک از توابع بخش مرکزی شهرستان ساری و در فاصله 7 کیلومتری شرق شهر ساری واقع شده‌است. این روستا از سمت جنوب به روستای سمسکنده  و از سمت شمال غرب به روستای همت آباد متصل می‌باشد  ضمنا از سمت شرق و شمال به اراضی کشاورزی اتصال پیدا می‌کند.این روستا بر طبق آخرین آمار سرشماری سال ۱۳۹۰ دارای ۲۴۲ خانوار و ۸۰۰نفر جمعیت می‌باشد ، و ۴ شهید تقدیم به میهن اسلامی كرده است.